# Fiel - O Filme
Fiel - O Filme é um documentário de longa-metragem, lançado em 2009, produzido por Gustavo Ioschpe, dirigido pela diretora Andrea Pasquini, e escrito pelos roteiristas Marcelo Rubens Paiva e Serginho Groisman. O longa relata sobre a história do clube Corinthians, focando o momento mais difícil do clube, quando foi rebaixado à segunda divisão do Campeonato Brasileiro.

## Sinopse
O filme conta a trajetória de queda do Corinthians para a Série B em 2007 e a ascensão à série A em 2008.  Conta com vários depoimentos dos atletas; Dentinho, Douglas, Felipe, Lulinha, William, Chicão, André Santos, e Herrera e do técnico Mano Menezes, além dos torcedores, todos relatando sobre como foi o momento do rebaixamento e da ascensão á Série A no ano seguinte.

## Produção

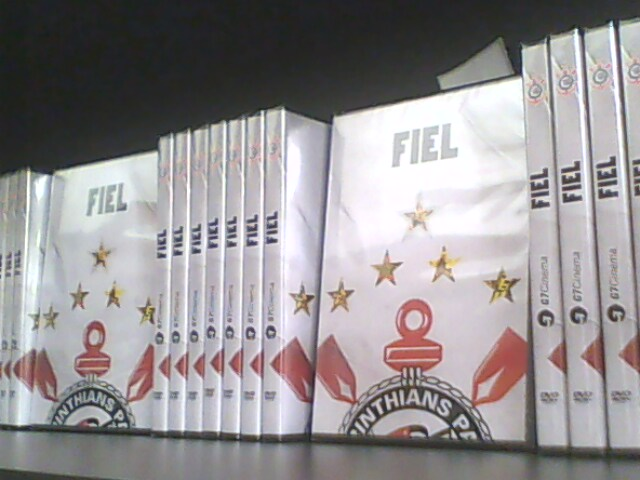
Capa do DVD Fiel - O Filme

Dirigido pela documentarista Andréa Pasquini (de Os Melhores Anos de Nossas Vidas), com roteiro do escritor Marcelo Rubens Paiva e do apresentador de TV Serginho Groisman, mais a montagem de André Francioli - todos corintianos de carteirinha - Fiel dispensa as entrevistas com dirigentes do clube, que apoiaram o projeto. Elegem em seu lugar depoimentos apenas de torcedores, de alguns jogadores do clube e do técnico Mano Menezes.
Através das falas desses torcedores e de imagens de arquivo de televisão de alguns jogos, reconstituem-se alguns dos momentos mais marcantes da história do time - como a famosa invasão do Rio de Janeiro por cerca de 80 mil torcedores corintianos para comparecer a uma semifinal do Campeonato Brasileiro contra o Fluminense, em 1976; a quebra do jejum de títulos estaduais paulistas, depois de 23 anos de fila, em 1977; e um destaque especial para o dramático rebaixamento à Segunda Divisão do Campeonato Brasileiro, no final de 2007.
Jogadores como Dentinho, Douglas, Lulinha e o goleiro Felipe, além do técnico Mano Menezes, falam especialmente dos momentos traumáticos que conduziram ao rebaixamento e da alegria da volta à elite do futebol nacional, no final de 2008. Menezes, aliás, é um veterano nesse tipo de ascensão: foi ele quem reconduziu o Grêmio à série A, no final de 2005.

## Trilha sonora
A trilha sonora original, de Luiz Macedo, inclui uma raridade: Sou Fiel, uma canção composta em 1994 pela cantora Rita Lee e o produtor musical do filme, Carlos Rennó. Na época, Rennó dirigia o setor de música do Museu da Imagem e do Som de São Paulo e organizou um evento com músicas novas para grandes times de futebol, resolvendo compor uma para seu time do coração. No filme, a canção é interpretada pela cantora Negra Li.

## Falecimento da torcedora Danubia Cristiano dos Santos
Entre os torcedores ouvidos, uma das mais marcantes é a gerente de relacionamento Danubia Cristiano dos Santos. Não só por ser fanática, mas pela fibra que demonstra quando descobre que está com câncer e, mesmo abalada fisicamente pela quimioterapia, não abre mão de comparecer aos jogos do time. Danubia faleceu em 3 de fevereiro de 2010